# Célula presentadora de antígeno

Presentación de antígeno:
1 Proteína invasora/antígeno
2 Célula presentadora de antígeno
3 Complejo antígeno:MHC II] (presentación de antígeno), activación de linfocito Th
4 LinfocitoTh (cooperador)
5 Proteína invasora unido a anticuerpos de membrana
6 Linfocito B
7 Procesamiento de antígeno (MHC tipo II)
8 Complejo antígeno:MHC II (presentación de antígeno)
9 Producción de anticuerpos específicos para el antígeno
10 Activación de linfocitos B con los Th activados

Las células presentadoras de antígeno (APC en inglés) son un grupo diverso de células del sistema inmunitario cuya función es la de captar, procesar y presentar moléculas antigénicas sobre sus membranas para que sean reconocidos, en especial por linfocitos T. El resultado de la interacción entre una CPA y un linfocito T inicia las respuestas inmunitarias antigénicas.

## Propiedades
Las CPA son células capaces de realizar endocitosis (fagocitosis) con el fin de internalizar y subsecuentemente procesar los antígenos extraños, no propios del hospedador. Una vez procesado el material foráneo, debe ser presentado en la superficie, sobre la membrana celular de la CPA unido a una molécula del complejo mayor de histocompatibilidad (MHC). Adicional a los estímulos generado por la interacción creada por el reconocimiento de una célula T, las CPA proveen al linfocito estímulos a través de coestimuladores de membrana necesarios para la activación del linfocito T.

## Función
Como consecuencia de la presentación de antígenos a las células T, las CPA causan:
- Activación de linfocitos T vírgenes con expansión clonal y diferenciación en células efectoras, representadas por lo general por células dendríticas.
- Activación de la inmunidad celular: macrófagos y linfocitos T efectores.
- Activación de la respuesta humoral por estimulación de linfocitos B y la producción de anticuerpos.

## Tipos de CPA
1. Célula dendrítica. Son miembros del armamento celular del sistema inmune, las cuales poseen características prolongaciones citoplasmáticas repletas de receptores antigénicos. Se encuentran en los órganos linfáticos, en el epitelio de la piel y la mucosa del aparato digestivo y respiratorio. Como norma, presentan antígeno asociado a la molécula MHC tipo 2 estimuladas por IFN-γ. Pueden presentar antígeno a células B por interacción con el receptor B7 así como la formación del complejo-ligando CD40:CD40L.[1]
2. Macrófagos. Son células fagocitarias por excelencia, por lo que principalmente presentan antígenos procesados de bacterias y parásitos. Tiene la peculiaridad de producir receptores co-estimuladores para linfocitos T cuando entran en contacto con el lipopolisacárido de ciertas bacterias. Pueden también producir interacción de CD40 con su ligando CD40L.
3. Linfocitos B. Reconocen antígenos por medio de su principal receptor, la inmunoglobulina de membrana BCR. Fagocitan el complejo antígeno:BCR y presentan el antígeno a linfocitos T cooperadores por medio del MHC-II.[2] Son sensibles a la estimulación de citocinas, como la IL-4.
4. Células endoteliales. A pesar de no ser procesadora de antígeno profesionales, en el humano expresan exclusivamente MHC-II y presentan antígenos a linfocitos T circulantes en la sangre o adheridas al endotelio vascular contribuyendo al reclutamiento de linfocitos a los focos de infección.
5. Células epiteliales del timo. Al igual que las células endoteliales, presentan antígeno en función del MHC-II a los timocitos, los cuales son células T inmaduras, como parte de la selección negativa típicas del timo.
6. CPA para linfocitos T CD8. Cualquier célula del organismo puede presentar antígeno a los Linfocitos T citotóxicos o CD8+ por razón de que todas las células nucleadas del cuerpo presentan en su superficie el MHC-I. Los CD8 solo reconocen antígenos foráneos presentados sobre MCH-I, los cuales provienen de producción endógena, tal como es el caso de los antígenos virales y proteínas mutantes de células tumorales.